# Roland Voggenauer
Roland Voggenauer (* 28. Januar 1964 in Lendersdorf, Kreis Düren) ist ein deutscher Schriftsteller mit Wohnsitz in der Schweiz.

## Leben
Voggenauer verbrachte seine Kindheit und Jugend in Thum. Nach seinem Abitur in 1983 am Burgau-Gymnasium in Düren zog er nach Prien am Chiemsee, dem Herkunftsort seines Vaters. Voggenauer studierte in München Mathematik und Philosophie und arbeitet seit 1991 in diversen Funktionen als Versicherungsmathematiker. 2009 wurde er zusammen mit Dietmar Pfeifer Leiter der ASTIN-Fachgruppe der Deutschen Aktuarvereinigung.
Voggenauer ist bekannt für seine Chiemgau-Kriminalromane. Blut und Wasser wurde erfolgreich vom ZDF unter dem Titel Die Frau im Moor verfilmt.
2024 veröffentlichte er zusammen mit Carsten Peters eine kommentierte Sammlung von 64 weltberühmten Schachpartien.
Er hat drei Kinder aus seiner Ehe mit Isabelle von Bothmer. Die Sängerin Marie Bothmer ist seine Tochter.
Voggenauer ist Mitglied im Krimi Schweiz – Verein für schweizerische Kriminalliteratur.

## Bücher
- Blut und Wasser. Roman. Pendragon, 2007.[3]
- Übersee. Roman. Pendragon, 2008.[4]
- Kreuzweg. Roman. Pendragon, 2010.[5]
- 64 unsterbliche Schachpartien. Joachim Beyer Verlag, 2024.

## Verfilmungen
Blut und Wasser wurde 2014 vom ZDF unter dem Titel Die Frau aus dem Moor verfilmt. Regie führte Christoph Stark, Hauptdarsteller waren Florian Stetter und Marlene Morreis.